# Lliga djiboutiana de futbol
La Lliga djiboutiana de futbol és la màxima competició futbolística de Djibouti. Es creà l'any 1987.

## Clubs participants 2017–18
- Arta/Solar7
- Arhiba FC
- AS Kartileh
- AS Port
- Bahache/Université de Djibouti
- Djibouti Télécom
- FC Dikhil
- Gendarmerie Nationale
- Guelleh Batal/SID
- AS Tadjourah

## Historial
Font:
- 1987:  Etablissements Merill (1)
- 1988:  Compagnie Djibouti-Ethiopie (1)
- 1989: no es disputà
- 1990: no es disputà
- 1991:  Aéroport (1)
- 1992: no es disputà
- 1993: no es disputà
- 1994:  Force Nationale Securité (1)
- 1995:  Force Nationale Securité (2)
- 1996:  Force Nationale Securité (3)
- 1996-97:  Forces Armées Djiboutiennes (1)
- 1997-98:  Compagnie Djibouti-Ethiopie (2)
- 1998-99:  Force Nationale Securité (4)
- 1999-00:  AS Boreh (1)
- 2000-01:  Force Nationale de Police (5)
- 2001-02:  AS Boreh (2)
- 2002-03:  Gendarmerie Nationale (1)
- 2003-04:  Gendarmerie Nationale (2)
- 2004-05:  Compagnie Djibouti-Ethiopie (3)
- 2005-06:  Société Immobiliére (1)
- 2006-07:  Compagnie Djibouti-Ethiopie (4)
- 2007-08:  Société Immobiliére (2)
- 2008-09:  Djibouti Télécom (1)
- 2009-10:  AS Port (1)
- 2010-11:  AS Port (2)
- 2011-12:  AS Port (3)
- 2012-13:  Djibouti Télécom (2)
- 2013-14:  Djibouti Télécom (3)
- 2014-15:  Djibouti Télécom (4)
- 2015-16:  Djibouti Télécom (5)
- 2016-17:  Djibouti Télécom (6)
- 2017-18:  Djibouti Télécom (7)[2]
- 2018-19:  AS Port (4)
- 2019-20:  Garde Républicaine/SIAF (1)
- 2020-21:  AS Arta/Solar7 (5)
- 2021-22:  AS Arta/Solar7 (6)
- 2022-23:  Garde Républicaine/SIAF (2)
- 2023-24:  AS Arta/Solar7 (7)